# Acianthera eximia
Acianthera eximia är en orkidéart som först beskrevs av Louis Otho Otto Williams, och fick sitt nu gällande namn av Rodolfo Solano Gómez. Acianthera eximia ingår i släktet Acianthera och familjen orkidéer. Inga underarter finns listade i Catalogue of Life.